# First Division 2023-2024 (Liberia)
La LFA First Division 2023-2024, anche nota come Orange First Division 2023-2024 per motivi di sponsorizzazione, è stata la cinquantesima edizione della massima divisione del campionato di calcio della Liberia. Il campionato è iniziato il 6 settembre 2023 ed è terminato il 10 aprile 2024.
Il LISCR è la squadra campione in carica, avendo vinto il suo terzo quarto nazionale nell'edizione 2022-2023.

## Stagione

### Novità
Al termine della scorsa stagione sono state retrocesse in Second Division Jubilee, Nimba Utd e Sandi, ultime tre classificate del campionato. Al loro posto sono state promosse Freeport, NPA Anchors e Paynesville, prime tre classificate della Second Division.

### Formula
Le 14 squadre partecipanti giocano un girone all'italiana con partite di andata e ritorno, per un totale di 26 giornate. Al termine della stagione, la prima classificata è campione di Liberia e si qualifica per la CAF Champions League 2024-2025, mentre le ultime tre vengono retrocesse in Second Division.

## Squadre partecipanti
| Squadra           | Città       | Stagione precedente   |
| ----------------- | ----------- | --------------------- |
| Bea Mountain      | Kinjor Town | 2° in First Division  |
| Cece United       | Monrovia    | 9° in First Division  |
| Freeport          | Careysburg  | 11° in First Division |
| Global Pharma     | Monrovia    | Second Division       |
| Heaven Eleven     | Yekepa      | 5° in First Division  |
| Invincible Eleven | Monrovia    | 10° in First Division |
| Muscat            | Paynesville | 7° in First Division  |
| LISCR             | Monrovia    | Campione di Liberia   |
| LPRC Oilers       | Monrovia    | 8° in First Division  |
| Mighty Barrolle   | Buchanan    | 4° in First Division  |
| Nimba             | Monrovia    | 6° in First Division  |
| NPA Anchors       | Monrovia    | Second Division       |
| Paynesville       | Paynesville | Second Division       |
| Watanga           | Kakata      | 3° in First Division  |

## Classifica
| [ 1 ]              | Pos. | Squadra           | Pt | G  | V  | N  | P  | GF | GS | DR  |
| ------------------ | ---- | ----------------- | -- | -- | -- | -- | -- | -- | -- | --- |
| Liberia (bandiera) | 1.   | Watanga           | 61 | 26 | 18 | 7  | 1  | 54 | 14 | +40 |
|                    | 2.   | BEA Mountain      | 48 | 26 | 14 | 6  | 6  | 43 | 29 | +14 |
|                    | 3.   | LISCR             | 48 | 26 | 15 | 3  | 8  | 36 | 27 | +9  |
|                    | 4.   | Mighty Barrolle   | 47 | 26 | 14 | 5  | 7  | 49 | 29 | +20 |
|                    | 5.   | Heaven Eleven     | 46 | 26 | 13 | 7  | 6  | 65 | 45 | +20 |
|                    | 6.   | Paynesville       | 44 | 26 | 13 | 5  | 8  | 63 | 41 | +22 |
|                    | 7.   | Global Pharma     | 37 | 26 | 11 | 4  | 11 | 30 | 34 | -4  |
|                    | 8.   | LPRC Oilers       | 31 | 26 | 7  | 10 | 9  | 40 | 43 | -3  |
|                    | 9.   | Invincible Eleven | 30 | 26 | 7  | 9  | 10 | 26 | 35 | -9  |
|                    | 10.  | Muscat            | 30 | 26 | 8  | 6  | 12 | 40 | 58 | -18 |
|                    | 11.  | Freeport          | 29 | 26 | 7  | 8  | 11 | 34 | 46 | -12 |
|                    | 12.  | Nimba             | 28 | 26 | 7  | 7  | 12 | 27 | 40 | -13 |
|                    | 13.  | Cece United       | 20 | 26 | 5  | 5  | 16 | 31 | 44 | -13 |
|                    | 14.  | NPA Anchors       | 5  | 26 | 1  | 2  | 23 | 22 | 75 | -53 |

Legenda
      Campione di Liberia e ammessa alla CAF Champions League 2024-2025.
      Retrocessa in Second Division 2024-2025.
Note:
Tre punti a vittoria, uno a pareggio, zero a sconfitta.